# کالوم بال
کالوم بال (انگلیسی: Callum Ball؛ زادهٔ ۸ اکتبر ۱۹۹۲) بازیکن فوتبال اهل بریتانیا است.
از باشگاه‌هایی که در آن بازی کرده‌است می‌توان به باشگاه فوتبال دربی کانتی، باشگاه فوتبال سنت میرن، باشگاه فوتبال تورکی یونایتد، باشگاه فوتبال کوربی تاون، باشگاه فوتبال کاونتری سیتی، و باشگاه فوتبال نوتس کانتی اشاره کرد.